# Teresina Negri
Teresa Maria Margherita Negri dite Térésina Négri et Madame Grisina est une danseuse, entrepreneur et styliste italienne naturalisée française née le 28 mai 1879 à Turin et morte le 18 janvier 1974 à Monaco.

## Biographie
Formée à Turin, à seize ans elle s'enfuit à Rome, où, en 1897, elle est prise dans un film des frères Lumière tourné par Luca Comerio nommé La Danza Serpentina del Trewer Theater di Londra, puis inscrit au catalogue comme La Danse serpentine.
Après Rome, elle danse à Naples, puis à Monaco, avec des artistes comme Sonia Pavlova, dite Sonia Pavloff  et Ivan Clustine.
En 1911, à Paris, elle participe à des conférences de Dranem et danse avec succès au théâtre Hébertot le rôle de Terpsichore dans Les Fêtes d'Hébé de Jean-Philippe Rameau.
Entre 1912 et 1913, Teresina est une étoile de la danse au théâtre national de l'Opéra-Comique, où, sous la direction chorégraphique de Mariquita, et parmi des artistes comme Cléo de Mérode, Yetta Rianza, Christine Kerf, Germaine Dugué, participe à nombreux et importants spectacles : Les Petits Riens de Wolfgang Amadeus Mozart, La Danseuse de Pompéi de Jean Nouguès, les Danses slaves de Kassya de Léo Delibes ou encore Le Ballet du Roy de la Manon de Jules Massenet.
Elle danse en 1913 dans des conférences et des causeries sur les danses, la pantomime et l'élégance illustrées par Paul Frank, André de Fouquières et Dranem avec des artistes comme Georges Wague, Cléo de Mérode et Mata Hari.
Le 10 février 1914, elle présente avec sa camarade Dithy Darling, pour la première fois à Paris, la danse Furlana ou La Danse du Pape, à la mode à cette époque.

En juin 1914, elle est à Londres avec Dithy Darling dans les compagnies de danse du Bataclan et de Fred Karno. Elle reste à Londres jusqu'en 1915, où elle revient en France pour danser dans une nouvelle production de l'Alhambra de Paris : Europe, un ballet-pantomime sur le thème de la Première Guerre mondiale, dans lequel elle personnifie la France

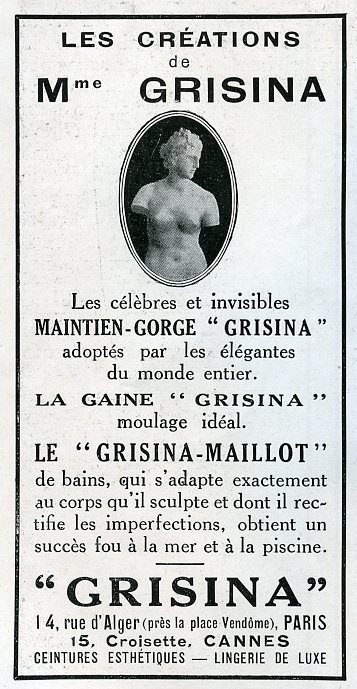
Publicité Grisina (1934)

En 1920, Térésina Négri crée avec sa sœur Marguerite Aiassa un atelier de lingerie et maillots de bain de luxe sous le nom de Madame Grisina, basé 14 rue d'Alger, à Paris.
En 1939, elle épouse le baryton et bibliophile français Henri Espirac, (1890 – 1950) et obtient la nationalité française.
Elle est enterrée dans le cimetière de Cap-d'Ail.